# Croton tessmannii
Espèce
Croton tessmannii est une espèce de plantes à fleurs du genre Croton et de la famille des Euphorbiaceae, présente de l'Équateur au Pérou.